# Shuichi Uemura
Shuichi Uemura (植村 修一 Uemura Shuichi?), född 3 december 1966 i Kagoshima prefektur, är en japansk tidigare fotbollsspelare.
Uemura började sin karriär i Toyota Motors. 1992 flyttade han till Kyoto Shiko (Kyoto Purple Sanga). Han avslutade karriären 1996.